# Tadotsu, Kagawa
Tadotsu (多度津町 Tadotsu-chō) là thị trấn thuộc huyện Nakatado, tỉnh Kagawa, Nhật Bản. Tính đến ngày 1 tháng 10 năm 2020, dân số ước tính của làng là 22.445 người và mật độ dân số là 920 người/km2. Tổng diện tích của thị trấn là 24,39 km2

## Địa lý

### Đô thị lân cận
- Kagawa
  - Marugame
  - Mitoyo
  - Zentsūji

### Khí hậu
| Dữ liệu khí hậu của Tadotsu, Kagawa      | Dữ liệu khí hậu của Tadotsu, Kagawa | Dữ liệu khí hậu của Tadotsu, Kagawa | Dữ liệu khí hậu của Tadotsu, Kagawa | Dữ liệu khí hậu của Tadotsu, Kagawa | Dữ liệu khí hậu của Tadotsu, Kagawa | Dữ liệu khí hậu của Tadotsu, Kagawa | Dữ liệu khí hậu của Tadotsu, Kagawa | Dữ liệu khí hậu của Tadotsu, Kagawa | Dữ liệu khí hậu của Tadotsu, Kagawa | Dữ liệu khí hậu của Tadotsu, Kagawa | Dữ liệu khí hậu của Tadotsu, Kagawa | Dữ liệu khí hậu của Tadotsu, Kagawa | Dữ liệu khí hậu của Tadotsu, Kagawa |
| Tháng                                    | 1                                   | 2                                   | 3                                   | 4                                   | 5                                   | 6                                   | 7                                   | 8                                   | 9                                   | 10                                  | 11                                  | 12                                  | Năm                                 |
| ---------------------------------------- | ----------------------------------- | ----------------------------------- | ----------------------------------- | ----------------------------------- | ----------------------------------- | ----------------------------------- | ----------------------------------- | ----------------------------------- | ----------------------------------- | ----------------------------------- | ----------------------------------- | ----------------------------------- | ----------------------------------- |
| Cao kỉ lục °C (°F)                       | 18.7 (65.7)                         | 24.8 (76.6)                         | 24.8 (76.6)                         | 29.9 (85.8)                         | 31.2 (88.2)                         | 34.9 (94.8)                         | 38.5 (101.3)                        | 38.2 (100.8)                        | 37.2 (99.0)                         | 32.6 (90.7)                         | 26.8 (80.2)                         | 21.9 (71.4)                         | 38.5 (101.3)                        |
| Trung bình ngày tối đa °C (°F)           | 9.6 (49.3)                          | 10.2 (50.4)                         | 13.6 (56.5)                         | 19.0 (66.2)                         | 23.8 (74.8)                         | 26.6 (79.9)                         | 30.9 (87.6)                         | 32.7 (90.9)                         | 28.7 (83.7)                         | 23.1 (73.6)                         | 17.3 (63.1)                         | 12.1 (53.8)                         | 20.6 (69.2)                         |
| Trung bình ngày °C (°F)                  | 6.2 (43.2)                          | 6.4 (43.5)                          | 9.3 (48.7)                          | 14.2 (57.6)                         | 19.1 (66.4)                         | 22.6 (72.7)                         | 26.8 (80.2)                         | 28.3 (82.9)                         | 24.6 (76.3)                         | 19.0 (66.2)                         | 13.4 (56.1)                         | 8.5 (47.3)                          | 16.5 (61.8)                         |
| Tối thiểu trung bình ngày °C (°F)        | 2.7 (36.9)                          | 2.6 (36.7)                          | 5.2 (41.4)                          | 10.0 (50.0)                         | 15.0 (59.0)                         | 19.5 (67.1)                         | 23.9 (75.0)                         | 25.1 (77.2)                         | 21.2 (70.2)                         | 15.2 (59.4)                         | 9.4 (48.9)                          | 4.8 (40.6)                          | 12.9 (55.2)                         |
| Thấp kỉ lục °C (°F)                      | −6.3 (20.7)                         | −5.1 (22.8)                         | −3.9 (25.0)                         | −1.3 (29.7)                         | 3.8 (38.8)                          | 8.0 (46.4)                          | 15.5 (59.9)                         | 16.8 (62.2)                         | 10.2 (50.4)                         | 3.9 (39.0)                          | −0.7 (30.7)                         | −3.3 (26.1)                         | −6.3 (20.7)                         |
| Lượng Giáng thủy trung bình mm (inches)  | 38.3 (1.51)                         | 46.3 (1.82)                         | 81.2 (3.20)                         | 79.5 (3.13)                         | 105.8 (4.17)                        | 160.5 (6.32)                        | 161.1 (6.34)                        | 88.9 (3.50)                         | 149.0 (5.87)                        | 106.2 (4.18)                        | 53.7 (2.11)                         | 46.4 (1.83)                         | 1.116,8 (43.97)                     |
| Lượng tuyết rơi trung bình cm (inches)   | 0 (0)                               | trace                               | 0 (0)                               | 0 (0)                               | 0 (0)                               | 0 (0)                               | 0 (0)                               | 0 (0)                               | 0 (0)                               | 0 (0)                               | 0 (0)                               | 0 (0)                               | 1 (0.4)                             |
| Số ngày giáng thủy trung bình (≥ 1.0 mm) | 5.7                                 | 6.6                                 | 9.0                                 | 8.8                                 | 8.5                                 | 10.7                                | 9.1                                 | 6.1                                 | 8.7                                 | 7.4                                 | 6.0                                 | 6.0                                 | 92.6                                |
| Số ngày tuyết rơi trung bình (≥ 1 cm)    | 0                                   | 0.4                                 | 0                                   | 0                                   | 0                                   | 0                                   | 0                                   | 0                                   | 0                                   | 0                                   | 0                                   | 0                                   | 0.4                                 |
| Độ ẩm tương đối trung bình (%)           | 62                                  | 63                                  | 64                                  | 64                                  | 66                                  | 74                                  | 74                                  | 70                                  | 71                                  | 69                                  | 68                                  | 64                                  | 67                                  |
| Số giờ nắng trung bình tháng             | 141.9                               | 150.7                               | 180.8                               | 198.6                               | 213.8                               | 162.9                               | 204.5                               | 233.5                               | 166.3                               | 171.8                               | 149.8                               | 139.4                               | 2.113,9                             |
| Nguồn: Cục Khí tượng Nhật Bản            |                                     |                                     |                                     |                                     |                                     |                                     |                                     |                                     |                                     |                                     |                                     |                                     |                                     |

## Giao thông

### Đường sắt
Công ty Đường sắt Shikoku - Tuyến Dosan
- Tadotsu

 Công ty Đường sắt Shikoku - Tuyến Yosan
- (Tadotsu) -  Kaiganji

### Cao tốc/Xa lộ
- Quốc lộ 11

### Cảng biển
- Cảng Tadotsu